# Vantage Controls
Vantage Controls – крупная американская компания, производитель систем управления для автоматизации жилых и общественных площадей. Компания осуществляет поставки оборудования через международную сеть дилеров. С 2006г входит в группу Legrand

## Содержание

### История компании
Компания была основана в 1986 году. В 1993 была приобретена компанией Transera, которая в 1997 году открыла европейское представительство Vantage EMEA. В 2006 году компания вошла в состав группы Legrand. Vantage стала дочерней компанией Legrand Северная Америка (LNA) под руководством исполняющего обязанности генерального директора.

### Основная деятельность
Компания производит решения для автоматизации жилых помещений, гостиниц, офисов, конференц-залов. В предложение компании входит  оборудования для управления освещением, распределением аудио-видео, HVAC. Система включает в себя  постоянно пополняемую библиотеку драйверов для интеграции с различным мультимедиа оборудованием.
Взаимодействие устройств, входящих в систему, осуществляется через 2-проводную шину – простую кабельную систему свободной топологии или один из стандартных интерфейсов (ИК, RS-232 ,RS-485, TCP/IP).